# Acamptopoeum tintin
Acamptopoeum tintin är en biart som beskrevs av Compagnucci 2004. Acamptopoeum tintin ingår i släktet Acamptopoeum och familjen grävbin. Inga underarter finns listade i Catalogue of Life.